# Аннетте Гаддінґ
Аннетте Гаддінґ (нім. Annette Hadding, 3 грудня 1975) — німецька плавчиня.
Бронзова медалістка Олімпійських Ігор 1992 року в естафеті 4×100 метрів вільним стилем.